# 汉豪乡
汉豪乡，是中华人民共和国广西壮族自治区梧州市蒙山县下辖的一个乡镇级行政单位。

## 行政区划
汉豪乡下辖以下地区：
都坡村、樟村、汉豪村、大车村、白竹村和金垌村。